# 农本局
农本局是国民政府实业部设立的管理全国农业金融与供销事业的行政机构。以调整农业产品，流通农业资金，通过发放农业贷款控制粮食、棉花产销。抗战时期垄断控制全国粮、棉、纱、布市场。

## 历史
1936年9月17日成立，隶实业部，发起人为实业部长吴鼎昌，局机关设南京。必要时并得呈经实业部核准，于各省市县重要地点，酌设分局或专员。划分全国为五区，分年进行一切业务计划，期于五年内完成之。农本局的最高管理机关为23人理事会，其中各参加银行代表12人，余由实业部呈请简派，其中实业、内政、财政、铁道、交通等部部长，全国经济委员会秘书长、实业部农业司司长、中央农业实验所所长、上海商品检验局局长为当然理事。设理事长1人（孔祥熙兼）、总经理1人（陈振先），协理2人。内设：
- 农产处：分2科，经营农产品仓库事务并商各铁路局建筑仓库廉价租与经营；受政府委托代理买卖农产品；一般农产品之运销；抵押品中农产品部分之处分及其它经理事会议决关于农产改进及调整事务。
- 农资处：设2科，掌理各县及各农村创办农业银行、农业合作社、农民典当，经审查认为有补助必要者，得在固定资金内拨款投资提倡并随时加以考察监督；联合及介绍各参加银行为一般农产品抵押借款，或各县及各农村农业银行、农业合作社、农民典当以放款所收抵押品之再抵押借款；经理事会议决得酌放改良农产借款或规定数目，协商各县及各农村农业银行、农业合作社向农民酌放信用借款以及其他经理事会议决关于资金运用及倡办农村牲畜保险事项。
- 会计处：分2科，掌理业务费、事务费之会计、出纳事务。
- 稽核室：设总稽核1人，副总稽核1人，掌理稽核全局业务、事务一切帐款。
- 研究室：掌理各项研究事务。
- 事务室：掌理文书、庶务及人事事务。

其资金分三种：
1. 固定资金，由政府自1936年起至1940年止，于每年度之始，拨给六百万元法币
2. 合放资金，由各参加银行自1936年起至1940年止，于每年度之始，拨给六百万元法币
3. 流通资金，由各参加银行等组织之农贷团，于每年度之始，与农本局协定数额。其业务分两部分，一是农产部分，为经营农产品仓库，代理买卖运销等事，以及其他关于农业改进及调整事务；二是农资部分，为投资补助各县及各农村创办农业银行、农业合作社、农民典当等事，以及其他关于资金运用及倡办农村牲畜事项。

1943年5月成立农本局结束办事处，办理该局善后事项。